# Detunda egregia
Detunda egregia är en fjärilsart som beskrevs av Felder 1874. Detunda egregia ingår i släktet Detunda och familjen mätare. Inga underarter finns listade i Catalogue of Life.